# Lothar Lazar
Lothar Lazar (* 20. Mai 1947 in Bremerhaven) ist ein ehemaliger deutscher Fußballspieler.
Der Abwehrspieler spielte zunächst für Bremerhaven 93 und wechselte 1970 zu TSR Olympia Wilhelmshaven. Nach zwei Jahren spielte er für den VfL Osnabrück, für den er in der 2. Bundesliga insgesamt 23 Spiele bestritt und ein Tor schoss. Anschließend kehrte er zu seinem Heimatverein Bremerhaven 93 zurück und wechselte dann zu OSC Bremerhaven, für den er nochmals in der 2. Bundesliga antrat und 16 Spiele bestritt.
Nach seiner aktiven Karriere trainierte er 1978 SFL Bremerhaven.